# 小学館児童出版文化賞
小学館児童出版文化賞（しょうがくかんじどうしゅっぱんぶんかしょう）は、小学館が1952年に創業30周年を記念して文学部門と絵画部門の2部門からなる小学館児童文化賞を設立、1960年（第9回）から小学館文学賞と小学館絵画賞に独立、1996年（第45回）から発展的に統合・改称して現在に至る文学賞である。
受賞者には、正賞としてブロンズ像、副賞として賞金100万円が贈られる。現在の選考委員は、荒井良二、鈴木のりたけ、舘野鴻、富安陽子、森絵都の5名。

## 受賞作一覧

### 第1回 - 第10回
- 第1回（1952年） - 奈街三郎 『まいごのドーナツ』、土家由岐雄 『三びきのねこ』、住井すゑ 『みかん』、安泰 一連の作品、井口文秀 一連の作品、渡辺郁子 一連の作品
- 第2回（1953年） - 永井鱗太郎 『お月さまをたべたやっこだこ』、伊藤永之介 『五郎ぎつね』、二反長半 『子牛のなかま』、鈴木寿雄 一連の作品、三芳悌吉 一連の作品、倉金章介 一連の作品
- 第3回（1954年） - 落合聡三郎 『たんじょう会のおくりもの』、茂田井武 『キンダーブック』に発表の作品
- 第4回（1955年） - 鶴田知也 『ハッタラはわが故郷』、中尾彰 『ひつじさんとおしくら』ほか
- 第5回（1956年） - 小山勝清 『山犬少年』、岩崎ちひろ 『夕日』
- 第6回（1957年） - 打木村治 『夢のまのこと』、渡辺三郎 『くもさん』
- 第7回（1958年） - 西山敏夫 『よこはま物語』、太田大八 『いたずらうさぎ』ほか
- 第8回（1959年） - 佐伯千秋 『燃えよ黄の花』、柿本幸造 『みなと』『おやまのがっこう』ほか
- 第9回（1960年） - 新川和江 『季節の花詩集』、深沢邦朗 『ぞうのはなはなぜながい』ほか
- 第10回（1961年） - 三木澄子 『ひなぎく咲く道』（佳作賞）、日下実男 『ロケットよ土星をめざせ』（佳作賞）、遠藤てるよ 『なつかしの友』『うらない』ほか

### 第11回 - 第20回
- 第11回（1962年） -  花岡大学 『ゆうやけ学校』、赤羽末吉 『日本の神話と伝説』ほか（佳作賞）、北田卓史 『こどものせかい』表紙ほか（佳作賞）
- 第12回（1963年） - 大石真 『見えなくなったクロ』、万足卓 『おやだぬきとこだぬきのうた』、清水勝 科学図鑑シリーズ『昆虫と植物』
- 第13回（1964年） - 山本和夫 『燃える湖』、井江春代 『かえるのけろ』ほか
- 第14回（1965年） - 久保喬『ビルの山ねこ』、中谷千代子 『かばくんのふね』ほか、谷俊彦 『おおきなくまさん』（特別賞）
- 第15回（1966年） - 西沢正太郎 『青いスクラム』、福田庄助 『百羽のツル』『そんごくう』
- 第16回（1967年） - 吉田とし 『じぶんの星』、佐藤さとる 『おばあさんのひこうき』ほか
- 第17回（1968年） - 斎藤隆介 『ベロ出しチョンマ』、瀬川康男 『やまんばのにしき』ほか
- 第18回（1969年） - 山下夕美子 『二年2組はヒヨコのクラス』、鈴木義治 『まちのせんたく』『ネコのおしろ』
- 第19回（1970年） - 武川みづえ 『空中アトリエ』、小野木学 『おんどりと二枚のきんか』ほか
- 第20回（1971年） - おおえひで 『八月がくるたびに』、平岡瑤子・松原文子（松原秀一夫人）共訳『ちっちゃな淑女たち――カミーユとマドレーヌの愛の物語』

### 第21回 - 第30回
- 第21回（1972年） - 杉みき子 『小さな雪の町の物語』、小坂しげる 『おりひめとけんぎゅう』ほか、斎藤博之 『がわっぱ』ほか
- 第22回（1973年） - 安房直子 『風と木の歌』、赤坂三好 『十二さま』ほか
- 第23回（1974年） - 小林清之介 『野鳥の四季』、梶山俊夫 『あほろくの川だいこ』ほか
- 第24回（1975年） - 山下明生 『はんぶんちょうだい』、赤羽末吉 『ほうまんの池のカッパ』ほか
- 第25回（1976年） - 吉田比砂子 『マキコは泣いた』、久米宏一 『やまんば』『黒潮三郎』
- 第26回（1977年） - 竹崎有斐 『石切り山の人びと』、安野光雅 『野の花と小人たち』ほか
- 第27回（1978年） - 灰谷健次郎 『ひとりぼっちの動物園』、司修 『はなのゆびわ』ほか
- 第28回（1979年） - 岸武雄 『花ぶさとうげ』、さねとうあきら 『ジャンボコッコの伝説』、杉浦範茂 『ふるやのもり』ほか
- 第29回（1980年） - 今西祐行 『光と風と雲と樹と』、香川茂 『高空10，000メートルのかなたで』、原田泰治 『わたしの信州』『草ぶえの詩』
- 第30回（1981年） - 田島征彦 『火の笛』『ありがとう』

### 第31回 - 第40回
- 第31回（1982年） - 伊沢由美子 『かれ草色の風をありがとう』、浜野卓也 『とねと鬼丸』、村上豊 『かっぱどっくり』ほか
- 第32回（1983年） - あまんきみこ 『ちいちゃんのかげおくり』、丸木俊・丸木位里 『みなまた海のこえ』
- 第33回（1984年） - 日比茂樹 『白いパン』、長新太 『みんなびっくり』ほか
- 第34回（1985年） - 角野栄子 『魔女の宅急便』、いわむらかずお 『14ひきのやまいも』ほか
- 第35回（1986年） - まど・みちお 『しゃっくりのうた』、小野州一 『にれの町』
- 第36回（1987年） - 倉本聡 『北の国から '87初恋』、スズキコージ 『エンソくん きしゃにのる』
- 第37回（1988年） - 谷川俊太郎 『いちねんせい』、井上洋介 『ぶんぶくちゃがま』ほか
- 第38回（1989年） - 佐々木赫子 『月夜に消える』、熊田千佳慕 『熊田千佳慕リトルワールドシリーズ』、田島征三 『とべバッタ』
- 第39回（1990年） - 森山京 『あしたもよかった』、山村輝夫 『遠い日の村のうた』
- 第40回（1991年） - 富安陽子 『クヌギ林のザワザワ荘』、川原田徹 『かぼちゃごよみ』、たむらしげる 『メタフィジカル・ナイツ』

### 第41回 - 第50回
- 第41回（1992年） - 池澤夏樹 『南の島のティオ』、岩瀬成子 『『うそじゃないよ』と谷川くんはいった』、伊藤秀男 『海の夏』
- 第42回（1993年） - 丘修三 『少年の日々』、斎藤隆夫 『まほうつかいのでし』
- 第43回（1994年） - 松谷みよ子 『あの世からの火』、大竹伸朗 『ジャリおじさん』
- 第44回（1995年） - 梨木香歩 『西の魔女が死んだ』、ささめやゆき 『ガドルフの百合』
- 第45回（1996年） - 今江祥智・片山健 『でんでんだいこ いのち』、長谷川博 『風にのれ！アホウドリ』
- 第46回（1997年） - 内田麟太郎・荒井良二 『うそつきのつき』、茂木宏子 『お父さんの技術が日本を作った！1・2』
- 第47回（1998年） - 矢島稔 『黒いトノサマバッタ』、結城昌子 『小学館あーとぶっく』
- 第48回（1999年） - 末吉暁子 『雨ふり花さいた』、あべ弘士 『ゴリラにっき』
- 第49回（2000年） - 飯野和好 『ねぎぼうずのあさたろう その1』、伊藤たかみ 『ミカ！』
- 第50回（2001年） - 大塚敦子 『さよならエルマおばあさん』、畠山重篤 『漁師さんの森づくり』

### 第51回 - 第60回
- 第51回（2002年） - 石垣幸代・秋野亥左牟・秋野和子 『サシバ舞う空』、佐野洋子 『ねえ とうさん』
- 第52回（2003年） - 今泉吉晴 『シートン』、上橋菜穂子 『神の守り人 来訪編・帰還編』、森絵都 『DIVE!!』全4巻
- 第53回（2004年） - 神沢利子・G・D・パウリーシン 『鹿よ おれの兄弟よ』
- 第54回（2005年） - あさのあつこ 『バッテリー』全6巻
- 第55回（2006年） - 荻原規子 『風神秘抄』、高楼方子 『わたしたちの帽子』
- 第56回（2007年） - 今森光彦 『おじいちゃんは水のにおいがした』、 市川宣子『ケイゾウさんは四月がきらいです。』
- 第57回（2008年） - 魚住直子 『Two Trains』、 長谷川義史 『ぼくがラーメンたべてるとき』
- 第58回（2009年） - 篠原勝之 『走れUMI』、 松岡達英 『野遊びを楽しむ里山百年図鑑』
- 第59回（2010年） - 柏葉幸子 『つづきの図書館』、 大西暢夫 『ぶた　にく』
- 第60回（2011年） - 佐藤多佳子 『聖夜』、 帚木蓬生 『ソルハ』

### 第61回 - 第70回
- 第61回（2012年） - 中田永一 『くちびるに歌を』
- 第62回（2013年） - 伊藤遊 『狛犬の佐助 迷子の巻』、鈴木のりたけ 『しごとば 東京スカイツリー』
- 第63回（2014年） - 朽木祥 『光のうつしえ 廣島 ヒロシマ 広島』、ミロコマチコ 『ぼくのふとんは　うみでできている』
- 第64回（2015年） - 福田幸広・ゆうきえつこ 『オオサンショウウオ』、斉藤倫 『どろぼうのどろぼん』
- 第65回（2016年） - にしがきようこ 『川床にえくぼが三つ』、夢枕獏・山村浩二 『ちいさなおおきなき』
- 第66回（2017年） - 市川朔久子 『小やぎのかんむり』、舘野鴻 『つちはんみょう』
- 第67回（2018年） - 今井恭子 『こんぴら狗』、シゲリカツヒコ 『大名行列』
- 第68回（2019年） - 小手鞠るい 『ある晴れた夏の朝』、田中清代 『くろいの』、おくはらゆめ 『わたしといろんなねこ』
- 第69回（2020年） - 村山純子 『さわるめいろ』シリーズ、椰月美智子 『昔はおれと同い年だった田中さんとの友情』
- 第70回（2021年） - 高畠那生 『うしとざん』

### 第71回 - 第80回
- 第71回（2022年） - 高柳克弘 『そらのことばが降ってくる』、堀川理万子 『海のアトリエ』
- 第72回（2023年） - 遠藤みえ子 『風さわぐ北のまちから　少女と家族の引き揚げ回想記』、住野よる 『恋とそれとあと全部』、みやこしあきこ 『ちいさなトガリネズミ』
- 第73回（2024年） - 最上一平 『じゅげむの夏』、ザ・キャビンカンパニー 『ゆうやけにとけていく』